# Fontegreca
Fontegreca (Fossacèca in dialetto locale) è un comune italiano di 734 abitanti della provincia di Caserta in Campania.

## Storia
Originalmente chiamata Fossaceca venne popolata dagli Osci e poi dai Sanniti.
La zona fu scelta in quanto punto più alto e meglio difeso, grazie alla posizione naturale, durante l'ultima fase del periodo longobardo e, in età normanna fu feudo di Guglielmo di Fossa Ceca.
Più tardi come molti comuni di origine feudale fu donata alla chiesa ed appartenne al monastero di San Vincenzo al Volturno; in seguito la vedova del conte Ranulfo II di Alife donò Fossaceca ed altre terre a Montecassino.
Nel 1269, dopo varie peripezie tutte queste terre passarono, al feudatario Guglielmo Stendardo e Fossaceca, insieme a Capriati a Volturno, Ciorlano e Pratella fece parte della Baronia di Prata di cui seguì la storia.
Dopo l'unità d'Italia nel 1862, il Consiglio Municipale di Fossaceca cambiò il nome di Fossaceca in Fontegreca ricavando la prima parte del nuovo nome, Fonte, da una fonte di acqua freschissima e la seconda parte, greca, da antichi manoscritti privati e pubblici che citavano il Comune con il nome di Fossa Graeca.
Nel 1927, soppressa la provincia di Caserta, Fontegreca passò alla provincia di Campobasso. Durante la seconda guerra mondiale Fontegreca come molti paesi dell'alto-casertano visse giorni drammatici per le requisizioni, per i rastrellamenti e per la fuga fin sulle montagne di Gallo Matese a cui fu costretta la popolazione.
I tedeschi installarono il loro comando in Palazzo Parrillo. Il 28 ottobre 1943 gli americani occuparono Valle Agricola e iniziarono un cannoneggiamento che colpì anche Fontegreca nella quale entrarono nel paese il 1º novembre 1943.
Nel 1945 passò dalla provincia di Campobasso a quella di Caserta.

### Simboli
Lo stemma e il gonfalone del comune sono stati concessi con decreto del presidente della Repubblica del 25 febbraio 2008.
Il gonfalone è un drappo di giallo con la bordatura di azzurro.

## Società

### Evoluzione demografica
Abitanti censiti